# Raach am Hochgebirge
Raach am Hochgebirge osztrák község Alsó-Ausztria Neunkircheni járásában. 2019 januárjában 309 lakosa volt. 

## Elhelyezkedése

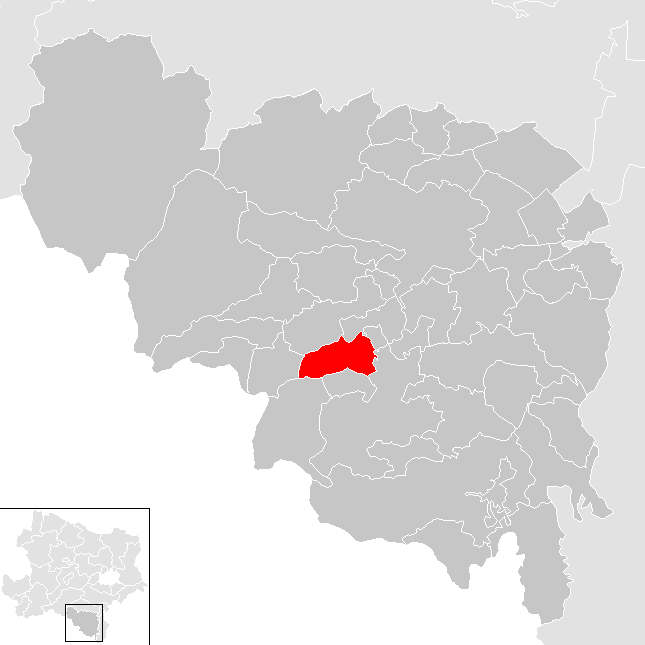
Raach am Hochgebirge a Neunkircheni járásban

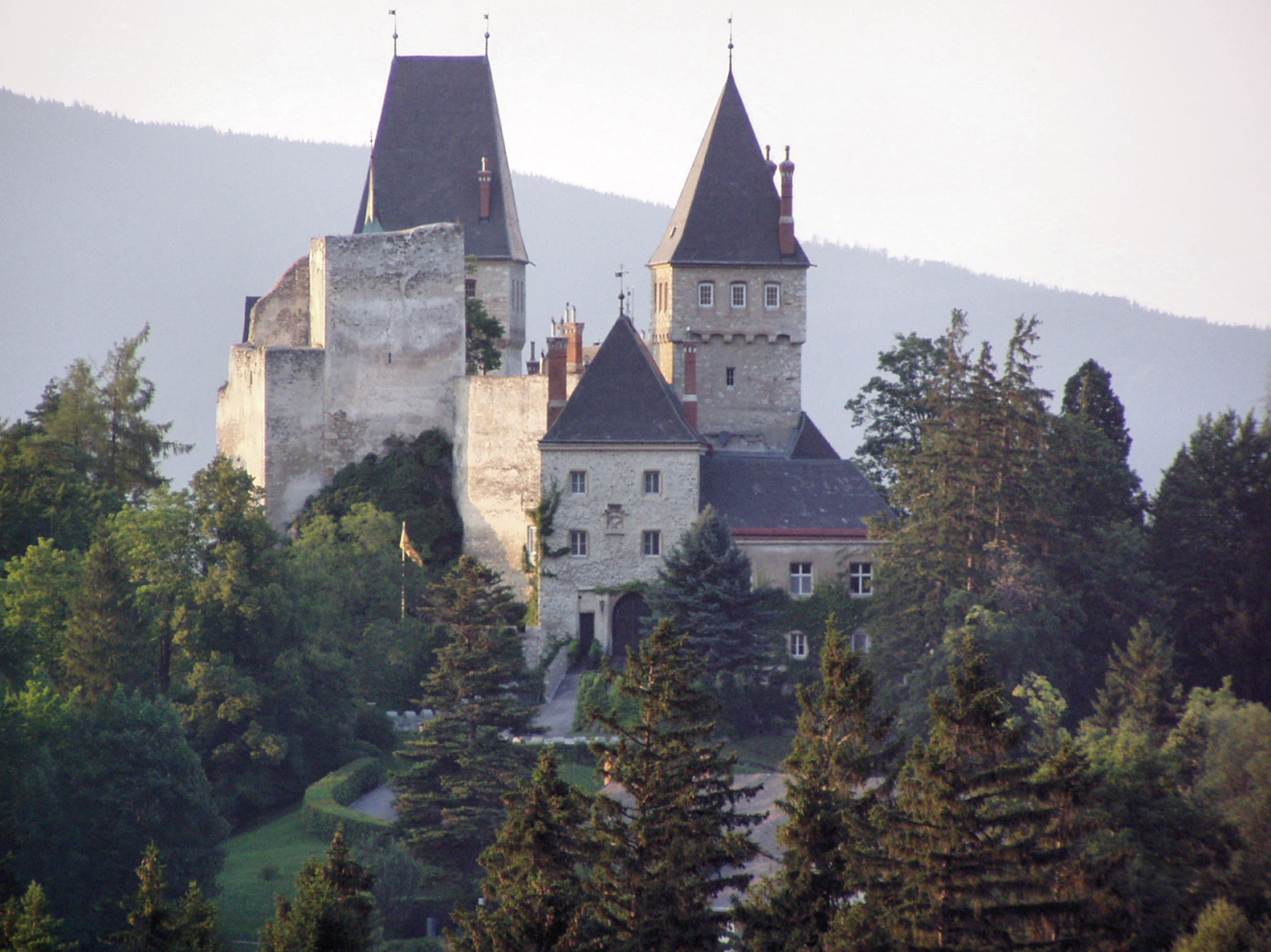
Wartenstein vára

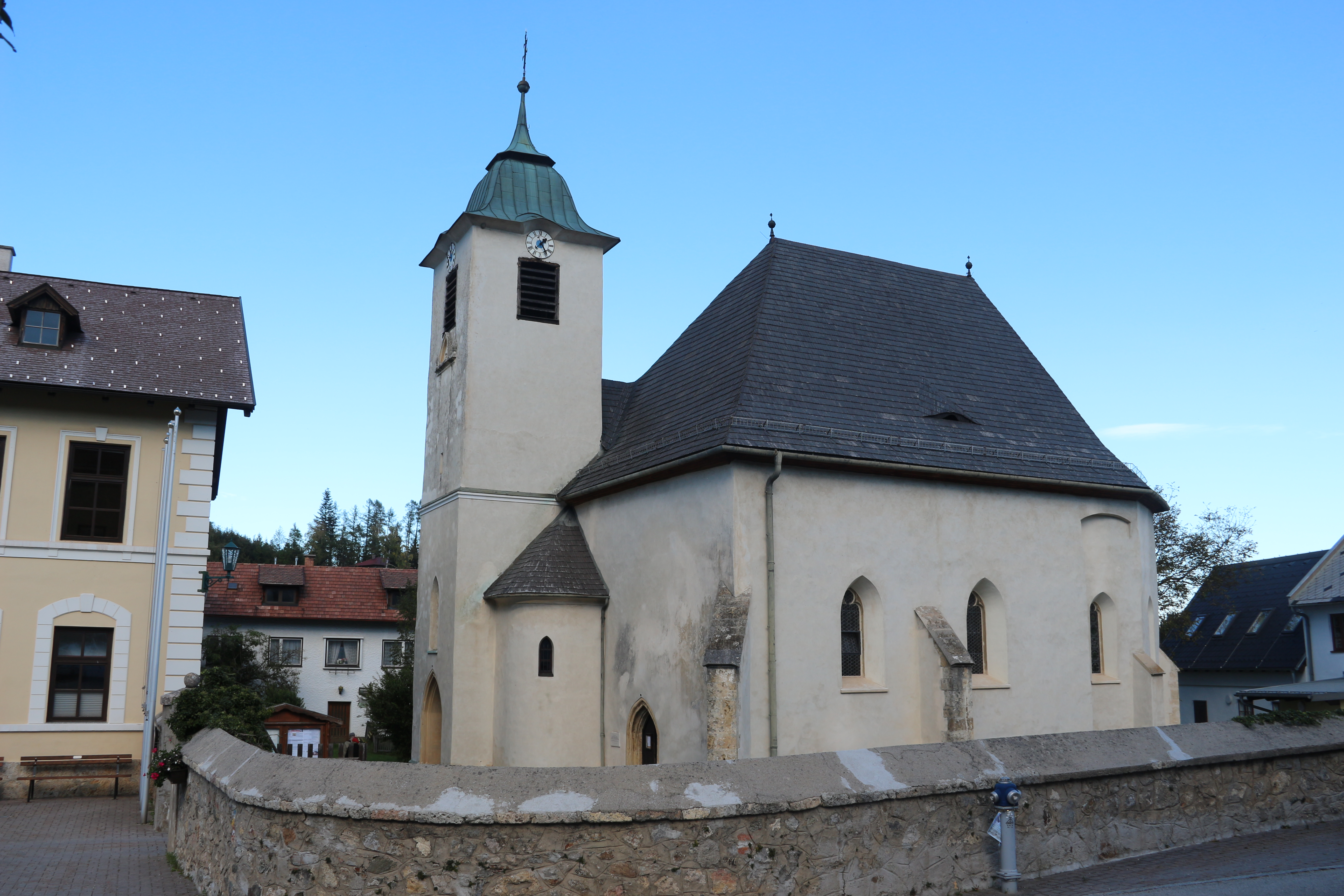
A Szt. Egyed-plébániatemplom

Raach am Hochgebirge Alsó-Ausztria Industrieviertel régiójában fekszik a Wechsel-hegység semmeringi része és a Buckligen Welt dombsága között. Területének 70,4%-a erdő. Az önkormányzat 4 településrészt, illetve falut egyesít: Raach am Hochgebirge (163 lakos 2019-ben), Schlagl (77), Sonnleiten (64) és Wartenstein (5).  
A környező önkormányzatok: északra Enzenreith, északkeletre Altendorf, keletre Kirchberg am Wechsel, délre Otterthal, délnyugatra Trattenbach, nyugatra Schottwien, északnyugatra Gloggnitz. 

## Története
Raachot először 1130-ban említik, amikor egy bizonyos Reginboto Longus lovag két itteni jobbágytelket adományozott a formbachi apátságnak. 
Wartenstein várát a 12. században építették, első ismert ura Hermannus de Wartenstein 1190-ből. Az erőd a 14. században hercegi tulajdonba került, akik időnként elzálogosították, pl III. Lipót a Cillei grófoknak. 1487-ben Mátyás magyar király harc nélkül megszállta a várat, majd 1529-ben a Bécset ostromló törökök lerombolták. A wartensteni uradalmat 1609-ben Georg Bernhard von Urschenbeck vásárolta meg, majd Georg Andreas von Petschowitzhoz került aki az 1640-es években renoválta az erődöt. A franciák 1809-ben feldúlták és a romos állagú épületet 1870-ben a Liechtensteinek vásárolták meg. Franziska von Liechtenstein romantikus stílusban újjáépíttette a várat. 1945-ben a világháború harcaiban Wartenstein megrongálódott; 1957-ben a svéd Axel Leonard Wenner-Gren vásárolta meg, aki helyrehozatta és alapítványa rendelkezésére bocsátotta. A vár ma is magántulajdonban van. 
Az első raachi iskolát 1784-ben nyitották meg, II. József uralkodása idején.
1971-ben Raach am Hochgebirge, Trattenbach és Otterthal községeket egyesítették, majd 1985-ben a községek ismét önállóvá váltak.  

## Lakosság
A Raach am Hochgebirge-i önkormányzat területén 2019 januárjában 309 fő élt. A lakosságszám 1910-ben érte el a csúcspontját 508  fővel, azóta többé-kevésbé csökkenő tendenciát mutat. 2017-ben a helybeliek 97,1%-a volt osztrák állampolgár; a külföldiek közül 2,5% az új (2004 utáni) EU-tagállamokból érkezett. 2001-ben a lakosok 91,8%-a római katolikusnak, 3,3% evangélikusnak, 4,6% pedig felekezeten kívülinek vallotta magát. Ugyanekkor egy magyar élt a községben.  
A lakosság számának változása:

| 2016 | 291 |
| 2018 | 281 |

## Látnivalók
- Wartenstein vára
- a Szt. Egyed-plébániatemplom
- hagyományosan Raachban rendezik meg minden évben az osztrák matematikai diákolimpiát

## Fordítás
- Ez a szócikk részben vagy egészben  a   Raach am Hochgebirge című német Wikipédia-szócikk ezen változatának fordításán alapul.  Az eredeti cikk szerkesztőit annak laptörténete sorolja fel. Ez a jelzés csupán a megfogalmazás eredetét és a szerzői jogokat jelzi, nem szolgál a cikkben szereplő információk forrásmegjelöléseként.